# Zasłonak pospolity

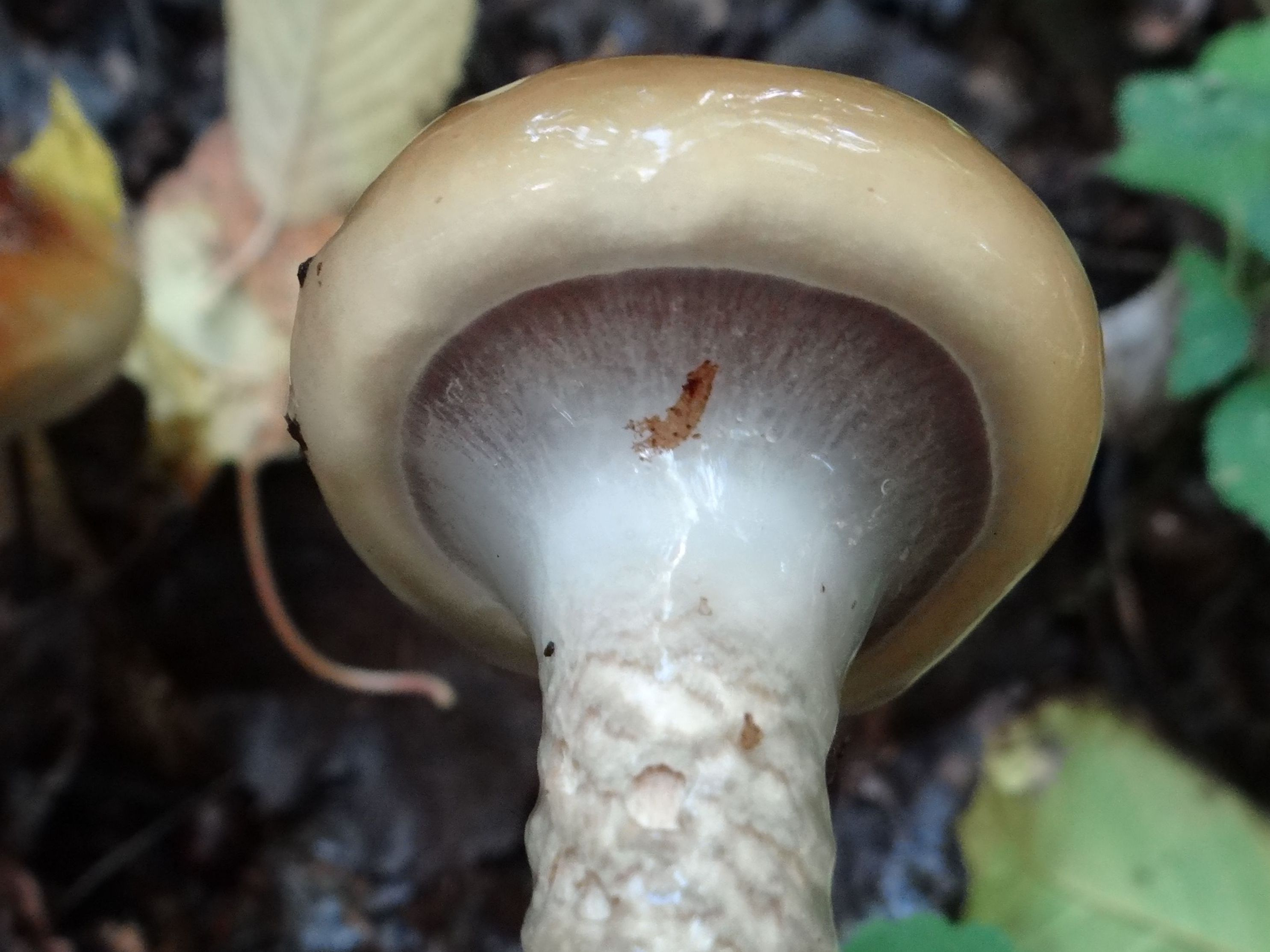
Młody okaz z wyraźną zasnówką i silnie śluzowatym trzonem

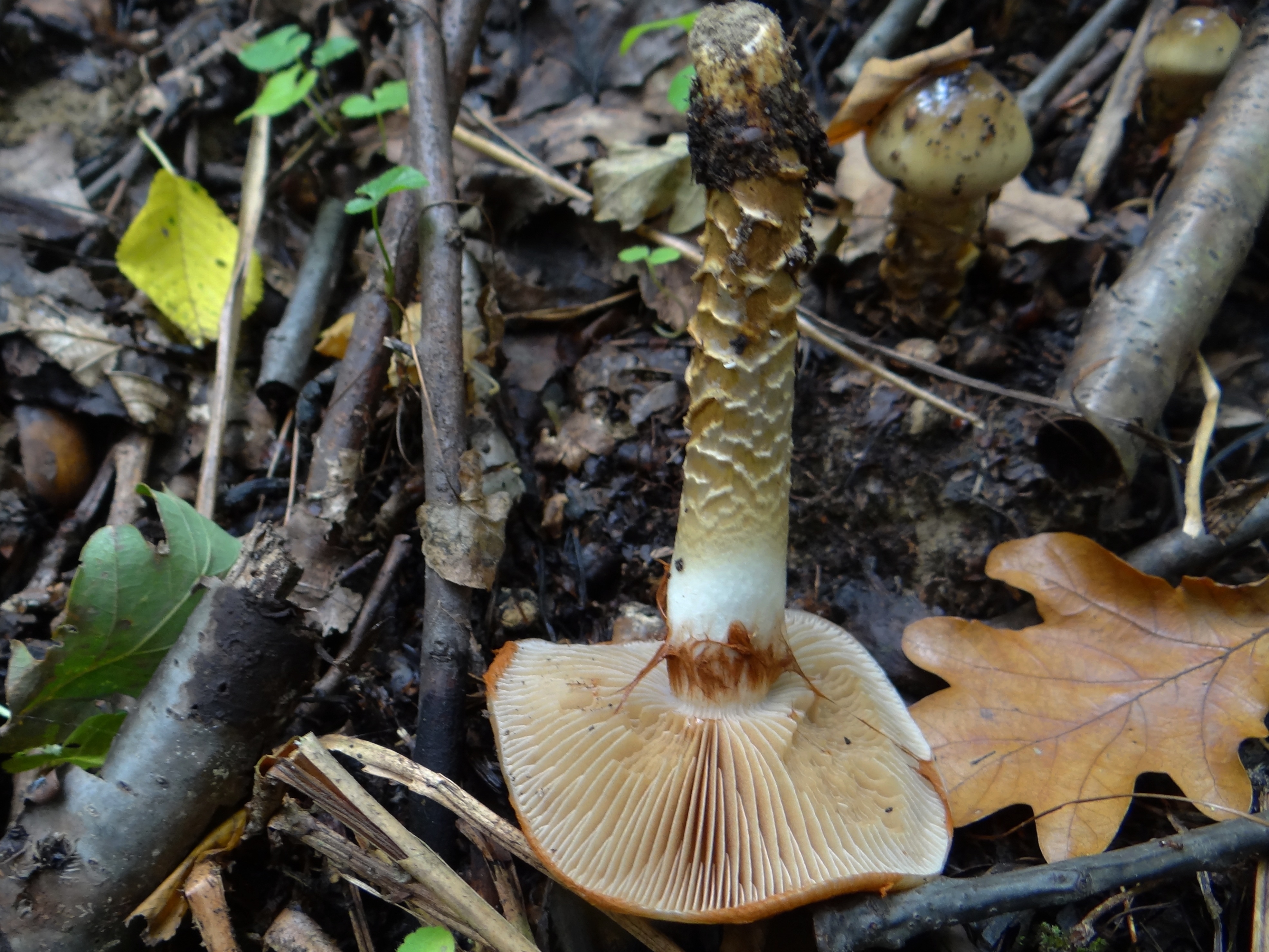
Blaszki i charakterystyczny trzon (okaz dorosły)

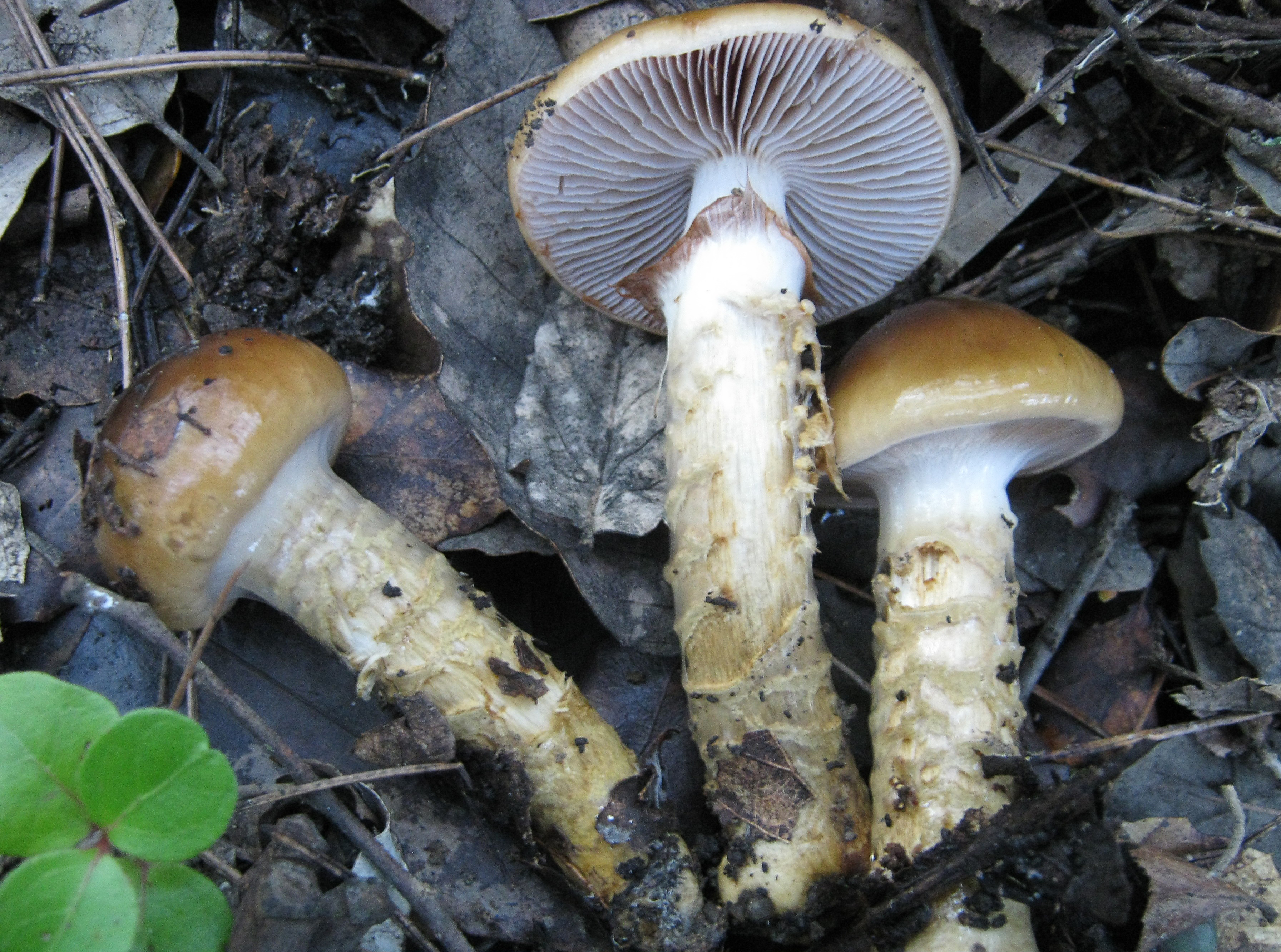

Zasłonak pospolity (Cortinarius trivialis (Schaeff.) Fr.) – gatunek grzybów należący do rodziny zasłonakowatych (Cortinariaceae).

## Systematyka i nazewnictwo
Pozycja w klasyfikacji według Index Fungorum: Cortinarius, Cortinariaceae, Agaricales, Agaricomycetidae, Agaricomycetes, Agaricomycotina, Basidiomycota, Fungi.
Po raz pierwszy opisał go w 1940 r. przez duński mykolog Jakob Emanuel Lange i jego diagnoza jest do tej pory aktualna. Później wyróżniane przez niektórych mykologów odmiany i formy są według Index Fungorum synonimami gatunku. Synonimy:
- Cortinarius collinitus var. trivialis (J.E. Lange) A.H. Sm. (1944)
- Cortinarius trivialis f. repandus (Ricken) Bidaud, Moënne-Locc. & Reumaux (2000)
- Cortinarius trivialis J.E. Lange(1940) f. trivialis
- Cortinarius trivialis var. rickenii Rob. Henry (1976)
- Cortinarius trivialis J.E. Lange (1940) var. trivialis
- Inocybe trivialis (J.E. Lange) M.M. Moser (1953)
- Myxacium collinitum var. repandum Ricken (1915)
- Myxacium triviale (J.E. Lange) M.M. Moser (1969)

Nazwę polską podał Andrzej Nespiak w 1975 r.. W 1999 r. Władysław Wojewoda podał nazwę zasłonak śluzowaty, ale w 2003 r. zaakceptował nazwę nadaną przez A. Nespiaka

## Morfologia
Kapelusz
Średnica 5–12 cm, u młodych okazów dzwonkowaty lub półkulisty z podwiniętym brzegiem, później staje się łukowaty, na koniec płaski z tępym i szerokim garbem. Powierzchnia gładka. Podczas suchej pogody jest błyszczący i ma barwę słomianożółtą, podczas wilgotnej pogody jest śliski i ma barwę od oliwkowej do ochrowożółtobrązowej. Brzegi kapelusza są jaśniejsze. Czasami młode okazy posiadają niebieskie wybarwienie, szybko jednak zanikające.
Blaszki
Średniogęste, przy trzonie wykrojone, u młodych okazów zakryte białawą zasnówką. Za młodu mają barwę wodnistobrązową ze słabym fioletowym odcieniem, u starszych okazów od rdzawobrązowej do cynamonowobrązowej.
Trzon
Wysokość 5–12 cm, grubość 1–2 cm. Jest pełny, walcowaty, dołem zwężający się. Powierzchnia żółtawa lub rdzawa i pokryta grubą warstwą śluzu. Śluzu tego jest tak dużo, że tworzy poprzeczne wały. Po zaschnięciu powstają z nich ciemniejsze i łuskowate, wstęgowate twory lub poprzeczne opaski. Jest to cecha charakterystyczna dla tego gatunku. W czasie suchej pogody śluz wysycha tworząc na trzonie przeźroczystą błonkę. Pomiędzy blaszkami a zasnówką jest biały i bez śluzu.
Miąższ
Białawy lub żółtawy, tylko na wierzchołku kapelusza niebieskawy. Jest twardy i ma mało wyraźny smak i zapach.
Cechy mikroskopowe
Wysyp zarodników rdzawobrązowy.
Cechy mikroskopowe
Zarodniki o kształcie migdałkowatym lub półelipsowatym, słabo brodawkowane. Rozmiar 10–15 × 5–8 μm. Pleurocystyd brak, cheilocystydy podobne kształtem do podstawek.
Gatunki podobne
Mimo dużej liczby gatunków zasłonaków ten jest łatwy do rozpoznania – odróżnia się silną śluzowatością owocników. Jest jeszcze kilka śluzowatych zasłonaków, ale tylko zasłonak pospolity ma charakterystyczny trzon z wieloma poprzecznymi opaskami. Wśród zasłonaków należy do większych.

## Występowanie i siedlisko
Występuje w Europie i w Ameryce Północnej. Jest najbardziej rozpowszechniony wśród śluzowatych zasłonaków.
Można go spotkać w lasach liściastych, iglastych i mieszanych, na torfowiskach. Rośnie na ziemi, szczególnie pod jodłą pospolitą, świerkiem pospolitym, topolą osiką, bukami i dębami. Owocniki wytwarza od lipca do października. Jest grzybem pionierskim, wraz z drzewami, z którymi tworzy mykoryzę zasiedla nieużytki, groble, hałdy i nasypy.

## Znaczenie
Grzyb mykoryzowy. Według niektórych źródeł jest grzybem jadalnym, według innych jednak jest podejrzany o trujące własności. Co prawda nie stwierdzono zatruć tym grzybem, jednak zasłonaki zawierają silnie trującą orellaninę, ponadto może być pomylony z innymi, trującymi gatunkami zasłonaków. Z tego też względu lepiej nie zbierać tego grzyba w celach spożywczych.